# Revenu Québec
Revenu Québec (officiellement l'Agence du revenu du Québec depuis le 1er avril 2011) est l'agence du gouvernement québécois chargée de la perception des impôts et des taxes.
De 1961 à 2011, l'agence est un ministère portant le nom de ministère du Revenu. 

## Historique

### Ministère du Revenu (1961-2011)
Le ministère du Revenu (MRQ), dans sa dernière incarnation, est créé le 1er avril 1961 lorsque la Loi instituant le ministère du Revenu entre en vigueur. Le MRQ remplace le Bureau du contrôleur du revenu qui dépendait du ministère des Finances.
La loi constitutive du ministère est intégralement remaniée en 1972 lorsque le projet de loi 40 reçoit la sanction royale le 8 juillet 1972.
Dans sa déclaration ministérielle du 30 août 1990, le ministre des Finances Gérard D. Levesque annonce que le MRQ aura la charge de percevoir la Taxe sur les produits et services (TPS) pour le compte du Gouvernement du Canada à partir du 1er janvier 1992, en plus de la Taxe de vente du Québec (TVQ) perçue pour le compte du Gouvernement du Québec. Cette décision découle d'une négociation entre le Gouvernement du Canada et le Gouvernement du Québec visant à faciliter l'administration des deux taxes de vente qui doivent entrer en vigueur au Québec respectivement en 1991 (pour la TPS) et 1992 (pour la TVQ). La date d'entrée en vigueur du protocole de perception est repoussée à l'automne 1991 de 6 mois jusqu'au 1er juillet 1992 ,.
Le 1er décembre 1995 marque l'entrée en vigueur du Programme de perception des pensions alimentaires dont la responsabilité est confiée au MRQ.

### Agence du Revenu du Québec (depuis 2011)
Créée le 1er avril 2011, l'Agence du Revenu du Québec (désigné Revenu Québec) est une entité autonome qui remplace depuis cette date le ministère du Revenu du Québec. Le ministère des Finances est responsable de l'organisation.
Le 7 août 2019, est rendu public une fuite de renseignements personnels de 23 000 employés actuels et anciens de Revenu Québec, un épisode qui soulève des questions sur la sécurité des données confidentielles au sein de Revenu Québec et de sa capacité à protéger l'information des contribuables québécois.

### Identité visuelle

Logo du Ministère du Revenu jusqu'en 1999.
Logo du Ministère du Revenu de 1999 à juin 2001.
Logo de l'Agence du revenu du Québec depuis avril 2011.